# Izpred kongresa
Izpred kongresa (COBISS) je roman Jane Kolarič; izšel je leta 2006 pri Mladinski knjigi. Roman je bil z objavo nagrajen na anonimnem natečaju ob tridesetletnici knjižnega kluba Svet knjige.

## Vsebina
Tema tega »neznastvenofantastičnega doktor romana« (kot ga podnaslovi avtorica) je kloniranje odraslih, ki poteka brez raziskav in kar na fotokopirnem stroju. Predstavljene so značajsko in socialno povsem različne osebe, katerih zgodbe se po naključju usodno prepletejo in zavozlajo na enem prizorišču, v Klinično-kongresnem centru, in v enem samem dnevu. S prepletom medsebojnih odnosov avtorica satirično razkriva ozadje in mehanizme delovanja gigantskega kliničnega centra, ki je pravzaprav metafora za slovensko družbo. 